# Localisation d'une catégorie
En mathématiques, et plus précisément en théorie des catégories, la localisation de catégorie est une construction algébrique permettant d'inverser une certaine classe de morphismes. Elle a notamment des applications en topologie algébrique et en géométrie algébrique.

## Définition
Pour une catégorie {\displaystyle {\mathcal {C}}} et une classe de morphismes {\displaystyle {\mathcal {W}}\subset \mathrm {mor} ({\mathcal {C}})}, la localisation {\displaystyle {\mathcal {C}}[{\mathcal {W}}^{-1}]} de {\displaystyle {\mathcal {C}}} par rapport à {\displaystyle {\mathcal {W}}} est la catégorie universelle où tous les morphismes de {\displaystyle {\mathcal {W}}} sont inversibles.

Plus précisément, la localisation de {\displaystyle {\mathcal {C}}} par rapport à {\displaystyle {\mathcal {W}}} est la donnée d'une catégorie {\displaystyle {\mathcal {C}}[{\mathcal {W}}^{-1}]} et d'un foncteur {\displaystyle l_{\mathcal {W}}\colon {\mathcal {C}}\rightarrow {\mathcal {C}}[{\mathcal {W}}^{-1}]} tel que 
 et tel que pour toute catégorie {\displaystyle {\mathcal {D}}} et foncteur {\displaystyle f\colon {\mathcal {C}}\rightarrow {\mathcal {D}}} satisfaisant 
 il existe un unique foncteur {\displaystyle g\colon {\mathcal {C}}[{\mathcal {W}}^{-1}]\rightarrow {\mathcal {D}}} tel que {\displaystyle f=g\circ l_{\mathcal {W}}}. Cette propriété garantit l'unicité (à isomorphisme près) de la localisation, si elle existe.

## Construction

### Catégories de zig-zags
Si {\displaystyle {\mathcal {W}}} est un ensemble de morphismes, il est possible de construire une localisation {\displaystyle {\mathcal {C}}[{\mathcal {W}}^{-1}]} de {\displaystyle {\mathcal {C}}} par rapport à {\displaystyle {\mathcal {W}}} :
- les objets de {\displaystyle {\mathcal {C}}[{\mathcal {W}}^{-1}]} sont les mêmes que ceux de {\displaystyle {\mathcal {C}}}
- les morphismes entre deux objets {\displaystyle A} et {\displaystyle B} sont des classes d'équivalence de « zig-zags » dans {\displaystyle {\mathcal {C}}} : {\displaystyle A\xrightarrow {f_{1}} X_{1}\xleftarrow {w_{1}} X_{2}\xrightarrow {f_{2}} \cdots \xleftarrow {w_{n-1}} X_{p-1}\xrightarrow {f_{n}} X_{p}\xleftarrow {w_{n}} B} avec {\displaystyle w_{1},\ldots ,w_{n}\in {\mathcal {W}}} et {\displaystyle f_{1},\ldots ,f_{n}} des morphismes quelconques de {\displaystyle {\mathcal {C}}}. Un tel « zig-zag » représente la composée {\displaystyle w_{n}^{-1}\circ f_{n}\circ w_{n-1}^{-1}\cdots f_{2}\circ w_{1}^{-1}\circ f_{1}}.

### Calcul des fractions (à gauche)
Une classe de morphismes {\displaystyle {\mathcal {W}}\subset \mathrm {mor} ({\mathcal {C}})} admet un calcul des fractions à gauche si
- il contient les morphismes identités : {\displaystyle \forall X\in \mathrm {obj} ({\mathcal {C}}),{\text{id}}_{X}\in {\mathcal {W}}},
- il est stable par composition : {\displaystyle \forall u,v\in {\mathcal {W}},u\circ v\in {\mathcal {W}}},
- tout diagramme {\displaystyle X'\xleftarrow {u} X\xrightarrow {f} Y} dans {\displaystyle {\mathcal {C}}}, avec {\displaystyle u\in {\mathcal {W}}} peut être complété en un carré commutatif, avec {\displaystyle v\in {\mathcal {W}}} : {\displaystyle {\begin{matrix}X&\xrightarrow {f} &Y\\\scriptstyle u\displaystyle \downarrow &&\downarrow \scriptstyle v\displaystyle \\X'&\xrightarrow {g} &Y\end{matrix}}},
- pour tous morphismes parallèles {\displaystyle X{\overset {f}{\underset {g}{\rightrightarrows }}}Y} tel qu'il existe {\displaystyle u\in {\mathcal {W}}} tel que {\displaystyle fu=gu}, alors il existe {\displaystyle v\in {\mathcal {W}}} tel que {\displaystyle vf=vg}.

Si {\displaystyle {\mathcal {W}}} admet un calcul des fractions, alors la localisation de {\displaystyle {\mathcal {C}}} par rapport à {\displaystyle {\mathcal {W}}} existe et admet une présentation simple :
- les objets de {\displaystyle {\mathcal {C}}[{\mathcal {W}}^{-1}]} sont les mêmes que ceux de {\displaystyle {\mathcal {C}}} ;
- les morphismes entre deux objets {\displaystyle A} et {\displaystyle B} sont des classes d'équivalence de diagrammes dans {\displaystyle {\mathcal {C}}} de la forme : {\displaystyle A\xrightarrow {f} X\xleftarrow {w} B} avec {\displaystyle w\in {\mathcal {W}}} et {\displaystyle f} des morphismes quelconques de {\displaystyle {\mathcal {C}}}. Un tel diagramme représente la composée {\displaystyle f\circ w^{-1}} ;
- deux tels diagrammes {\displaystyle A\xrightarrow {f_{1}} X_{1}\xleftarrow {w_{1}} B} et {\displaystyle A\xrightarrow {f_{2}} X_{2}\xleftarrow {w_{2}} B} sont équivalents s'il existe {\displaystyle X_{1}\xrightarrow {v_{1}} X_{3}} et {\displaystyle X_{2}\xrightarrow {v_{2}} X_{3}} tels que {\displaystyle v_{1}\circ w_{1}=v_{2}\circ w_{2}} et {\displaystyle v_{1}\circ f_{1}=v_{2}\circ f_{2}}. Cette relation d'équivalence est similaire à celle intervenant dans la construction du corps des fractions ou, plus généralement, dans une localisation d'un anneau commutatif.

## Exemples et applications
- La catégorie homotopique associée à un modèle de Quillen est sa localisation par rapport aux équivalences faibles.
- Étant donné un espace topologique {\displaystyle X}, la catégorie des faisceaux {\displaystyle \mathrm {Sh} (X)} peut être obtenue comme une certaine localisation de la catégorie des préfaisceaux {\displaystyle \mathrm {PSh} (X)}[3], tel que la faisceautisation soit le foncteur de localisation.
- La localisation d'un anneau commutatif est un cas particulier de localisation d'une catégorie, où les anneaux sont vus comme des catégories (préadditive) à un seul objet.